# Mother (Pink-Floyd-Lied)
Mother ist ein Titel der britischen Rockband Pink Floyd aus dem 1979 veröffentlichten Konzeptalbum The Wall.
Es wurde von Roger Waters komponiert.

## Inhalt
Wie alle anderen Lieder aus The Wall erzählt Mother einen Teil der Geschichte des Protagonisten Pink, der zu seinem Schutz vor emotionalen Einflüssen eine imaginäre Mauer errichtet.
In diesem Song beschreibt Pink seine Mutter, die versucht, ihn vor der Welt zu beschützen und damit hauptverantwortlich für den Bau der Mauer ist. Nachdem Pinks Vater im Zweiten Weltkrieg gefallen, möchte sie auch, dass er bei ihr bleibt, nachdem er erwachsen geworden ist, sie will vor allem nicht, dass er sich verliebt.

## Musik
Zum größten Teil besteht Mother nur aus einer akustischen Gitarre, welche erst gegen Ende des Songs durch andere Instrumente ergänzt wird. Die Strophen werden aus der Sicht Pinks von Waters gesungen, der Refrain aus der Sicht der Mutter von Gilmour.
Mother enthält diverse Wechsel des Taktes, von 4/4 auf 5/4 und zurück in Pinks, von 4/4 auf 6/8 und zurück in Mutters Teilen.
Da sich Nick Mason, der eigentliche Schlagzeuger der Band, dem Stück während der Aufnahmen zunächst nicht gewachsen sah, übernahm stattdessen Jeff Porcaro die Drums.

## Film
Für den Film wurde eine neue Version aufgenommen, von der nur Gilmours Gitarrensolo unverändert ist. Die Zeile „It is just a waste of time“ wurde durch „Mother, am I really dying“ ersetzt.
Im Film ist zu sehen, wie Pink als Kind mit Fieber im Bett liegt, nachdem er sich um eine kranke Ratte gekümmert hat. Einige der Szenen werden auch in Comfortably Numb erneut eingeblendet.

## Besetzung
- Roger Waters – Gesang (Strophen), akustische Gitarre, E-Bass
- David Gilmour – Gesang (Refrain), elektrische Gitarre

ansonstenː
- Bob Ezrin – Piano
- Jeff Porcaro – Schlagzeug